# Szamanka
Szamanka ist ein Spielfilm des polnischen Regisseurs Andrzej Żuławski. Die Hauptrollen des Films sind mit Iwona Petry, Bogusław Linda, Agnieszka Wagner und Paweł Deląg besetzt. Dies ist der einzige Film, den der Regisseur nach der Demokratisierung Polens in seinem Heimatland drehte. Er löste dort heftige Kontroversen aus.

## Handlung
Der Film schildert die Beziehung zwischen einer jungen Frau, der Studentin Wloszka, und dem Anthropologiedozenten Michał. Die aus der Provinz stammende Frau, die sich nur als Italienerin bezeichnen lässt, beginnt ein Studium der Ingenieurwissenschaften an der Technischen Universität Warschau. Während ihrer Wohnungssuche in Warschau trifft sie auf Michał, der ihr die Wohnung seines Bruders untervermietet. Michałs Bruder, der ein Studium am Priesterseminar aufgenommen hatte, gab dieses auf, nachdem er sich damit auseinandersetzen musste, homosexuell zu sein. 
Obwohl sowohl Michał als auch die Italienerin in einer Partnerschaft sind, gehen beide ziemlich schnell eine Affaire miteinander ein, die nach und nach zu einer Art Beziehung führt. Die junge Frau steigert sich so in ihr Verhältnis zu Michał hinein, dass sie nahezu besessen von ihm ist, was auch dazu führt, dass sie ihr Studium immer mehr vernachlässigt. Während eines Besuchs bei ihrer Mutter bestiehlt sie diese, um ihr Leben in Warschau weiterhin finanzieren zu können. Dass ihre Mutter auch die Verantwortung für das Kleinkind einer ihrer Schwestern übernommen hat, gesteht sie sich bei ihrem Diebstahl nicht ein. Da das Geld nie ausreicht, arbeitet die Italienerin zusätzlich noch in einer Fleischfabrik ihres Cousins, was besonders hart für sie ist, da sie Vegetarierin ist. Auch will sie von dem verdienten Geld den bei ihrer Mutter gestohlenen Betrag dieser wieder zurückgeben.
Michał wiederum hat sich entschlossen, seine Verlobte Anna, die Architektin ist und bereits ein Haus für beide entworfen hat, zu verlassen. Kurz darauf nimmt sich  Anna im Rohbau des Hauses das Leben. Als auch Michałs Bruder, der mit seiner Homosexualität nicht zurechtkommt, Suizid begeht und Michał mit der Italienerin zur Identifizierung seines Bruders in die Kleinstadt Miszkowice reist, merken beide zu ihrer Verwunderung, dass sie in derselben Kleinstadt aufgewachsen sind. Außerdem begegnet die Italienerin in Miszkowice ihrem Exfreund, einem Assistenzarzt, der eine Affaire mit einer Krankenschwester eingegangen ist. Einen weiteren Todesfall gibt es, als ein Kommilitone der Italienerin, der sich in diese verliebt hat, von ihr aber zurückgewiesen wurde, Suizid begeht. Michał wiederum wird gewahr, dass sein Assistent Juliusz in Schwierigkeiten steckt. Er hat eine äußerst wertvolle aber auch hochgefährliche Ladung Uran gestohlen und ist nun auf der Flucht vor der russischen Mafia.
Schon die akribischen Untersuchungen Michałs an dem nahezu perfekt erhaltenen Körper eines mumifizierten nahezu 3000 Jahre alten Schamanen und seiner Forschungsarbeiten auf diesem Gebiet waren der Italienerin ein Dorn im Auge, da sie sich dadurch von ihm vernachlässigt fühlte. Als Michał nun auch noch nach all diesen schlimmen Ereignissen beschließt sein jetziges Leben aufzugeben und Priester zu werden, und damit den Weg zu gehen, den sein Bruder nicht zu Ende gehen konnte, erschlägt ihn die Italienerin mit einer Konservendose. Anschließend entnimmt sie ihrer Handtasche einen Teelöffel, den sie dort immer deponiert hat, und entnimmt aus der beim Schlag auf den Kopf entstandenen Wunde an Michałs Hinterkopf blutige Flüssigkeit und Hirnmasse, um diese zu essen. Julius indes fühlt sich von russischen Gangstern so sehr in die Enge getrieben, dass er den gestohlenen Koffer mit radioaktivem Uran öffnet.

## Produktion

### Drehorte, Produktionsnotizen
Der Film wurde in Warschau, in Krakau und in Częstochowa gedreht. Drehbuchautorin des Films ist die polnischen Feministin Manuela Gretkowska, die zum damaligen Zeitpunkt in Paris lebte, später allerdings nach Polen zurückkehrte und dort die polnische Frauenpartei Inicjatywa Feministyczna gründete. Produziert wurde der Film von Alhena Films, Canal+Polska, Canal+, Compagnie des Films Film+ Pologne und Visa Films, in Frankreich vertrieben von Compagnie des Films und in den Vereinigten Staaten von Mondo Vision.
Die Darstellerin der „Italienerin“ Iwona Petry hatte vor Szamanka so gut wie keine Schauspielerfahrungen. Żuławski engagierte die sich seinerzeit als Soziologiestudentin Ausgebende nach einer zufälligen Begegnung in einem Warschauer Café. Petry und Żuławski trugen nach der Premiere des Films ihre Uneinigkeiten medienwirksam nach außen, wodurch der Ruf von Szamanka, ein Skandalfilm zu sein, verstärkt wurde. Bestimmte Szenen im Film sollen für die Hauptdarstellerin so verstörend und auch demütigend gewesen sein, dass Petry sich nach ihrem Debüt in einer Hauptrolle für einige Zeit vollständig aus dem öffentlichen Leben zurückzog. Wegen dieser Rolle soll sie an Depressionen und Neurosen gelitten haben.
Der Journalist Daniel Bird sieht in Szamanka eine Selbstsatire von Żuławski, die dadurch entstehe, dass der Regisseur die für ihn typischen Stilmittel überspitze.

### Veröffentlichung, Reaktion
Der Film hatte am 10. Mai 1996 in Polen Premiere. Bekannt ist er auch unter den Festival-Titel She-Shaman. In Italien wurde der Film 1996 unter dem Titel La sciamana auf den Internationalen Filmfestspielen von Venedig vorgestellt. In Frankreich wurde er erstmals im März 1997 unter dem Titel Chamanka veröffentlicht, in Ungarn im April 1998 unter dem Titel A sámán ereje und in der Türkei unter dem Titel Chamanka im Juni 1998. In Finnland wurde der Film im September 1998 auf dem Helsinki International Film Festival gezeigt, in Südkorea war er erstmals im September 1999 zu sehen und in Singapur im Dezember 1999. In Polen wurde der Film zudem im Juli 2008 und erneut im Juli 2013 auf dem New Horizons Film Festival präsentiert. Veröffentlicht wurde der Film zudem in Japan und in Russland.
Aufgrund der expliziten Darstellung von Sex und Gewalt wurde der Film kontrovers bewertet und durfte nur begrenzt in polnischen Kinos gezeigt werden. Die beiden Hauptdarsteller nahmen an der Premiere des Films nicht teil. Bogusław Linda hatte wohl eine Ahnung, wie die Reaktion auf den umstrittenen Film ausfallen würde. Kritiker nahmen den Film als auch die Schauspieler buchstäblich auseinander. 2010 äußerte der Regisseur Andrzej Żuławski, dass während der Kinoauswertung in polnischen Dörfern Priester Menschen physisch davon abgehalten hätten, Kinos zu betreten, in denen Szamanka gezeigt wurde.
Bei jungen Polen war dieser Film ein Erfolg, vielleicht auch aufgrund dessen, dass die polnische Kirche den Film verbieten lassen wollte und  Vorführungen blockierte, nachdem ihr das nicht gelungen war. Die Berichterstattung darüber sorgte für kostenlose Werbung für den Film.

## Kritik
Die sehr ausschweifende Kritik bei Acidemic stellte auf Szamanka (oder She-Shaman) ab, deren Name schon darauf hindeute, dass sie mit dem Essen von Gehirnmasse die Seele dieses Mannes verschlingen wolle, sie sei ein heißes Mädchen, das verdammt verrückt sei. Den Film Szamanka sollten wir uns für den Fall aufbewahren, dass wir im Delirium seien oder so lange in der Hölle waren, dass wir vergessen hätten, dass es überhaupt einen Außenbereich gebe. Zulawski müsse uns nicht einmal zeigen, dass jemand diese Art Drogen tatsächlich zu sich nehme. Die Scheiße sei in Zelluloid gebannt. Große Synthesizer untermauerten Andrzej Zulawskis überaus bizarre, panikartige Meditation über die Natur des Primitivismus, die sexuelle Dynamik des Neandertaler-Zugs, Wahnsinn, das Essen von Gehirnen, um das Wissen dieser Person zu erlangen, und den Mangel an Sitten und Kohärenz im Warschau der 90er Jahre. Und das Drehbuch sei von einer Frau geschrieben worden! Manuela Gretowska war Mitbegründerin der Polnischen Frauenpartei und kandidierte für ein Amt … So komme es wahrscheinlich, dass der Film sexuell viel düsterer sei, als selbst Zulawski normalerweise gehen würde.
Auf der Seite der breite grat Filmbesprechungen hieß es über den Film: „Hardcore Zulawski: sein schönster Liebesfilm, seine filmische Rache an Polen und die Essenz seiner Leitthemen“. Weiter wurde ausgeführt, Zulawski mache „schon immer die besseren, weil romantischen Liebesfilme“. „Schade“ sei nur, dass sie „nie ‚happy‘ enden“ würden, „was der einzige Grund“ sein könne, „warum seine Filme nicht für eine publikumswirksame Fernsehausstrahlung zur Prime Time in Betracht gezogen werden“ würden. Auch Szamanka habe „leider nicht die Aufmerksamkeit“ bekommen, „die er verdient hätte“. Dabei habe er doch alles, „was einen ‚typischen‘ Zulawski“ ausmache. „Wermutstropfen des perfekten Filmgenusses“ sei „natürlich das Ende, das sogar nach dem vorherigen Hin und Her etwas aufgesetzt“ wirke, „und Zulawskis Tendenz zum Overacting kurz vor Theaterbühne, dem er auch hier nicht widerstehen“ könne. Abschließend hieß es, der Film beschere „Menschen einen unterhaltsamen Abend“, die Possession von Zulawski, Der letzte Tango in Paris von Bernardo Bertolucci und Im Reich der Sinne von Nagisa Ōshima mögen würden.
Auch auf der Seite The Last Exit sah man eine Gemeinsamkeit mit den Filmen Der letzte Tango von Paris und Im Reich der Sinne. „Wenn jemand Urgelüste und Bedürfnisse gepaart mit psychotischen Obsessionen filmisch erforschen und hervorrufen“ könne, dann sei es Zulawski. Zulawski beschwöre „eine weitere psychotische und unglaublich ursprüngliche Leistung seiner wunderschönen Hauptdarstellerin herauf“. Der Film gehe auch „kurz auf die Themen Konvention vs. ungezügeltes Verhalten, spirituelle Liebe vs. körperlicher Genuss ein, aber insgesamt“ sei es „ein Film, den man mit den grundlegendsten Instinkten erleben“ könne.
Bei Rock!Shock!Pop! stellte man fest, dass dies einer von nur zwei Filmen sei, die Zulawski in den letzten zwanzig Jahren gedreht habe, wie viele seiner Filme sei auch dieser eine herausfordernde Mischung aus Arthouse-Sensibilität, schockierenden Horrorelementen, charakterbasiertem Drama und einer bizarren sexuellen Inszenierung. Da die Zensur in seinem Heimatland in den neunziger Jahren gelockert worden sei, habe er die Freiheit gehabt, ein wenig an die Grenzen zu gehen und einen Film zu drehen, ohne sich um politische Gegenreaktionen kümmern zu müssen. Abschließend heißt es, dies sei ein schwerer Film, der einem noch einige Zeit nachdem man ihn gesehen habe, auf dem Herzen liegen werde, er sei nicht immer angenehm, aber diejenigen, die anspruchsvolles Kino zu schätzen wüssten, würden in diesem Film sicherlich viel Wertvolles finden.
Der Journalist Albert Nowicki befasste sich auf der Seite My Name is Death mit dem Film und schrieb frei übersetzt: Animalität und Spiritualität verschränken sich in Shaman auf geradezu perverse Weise. Obwohl der Kultfilm bereits vor über zwanzig Jahren gedreht wurde, genießt er in Polen immer noch große Berühmtheit und wird von den Zuschauern ständig verspottet. In den 1990er-Jahren löste der Film Empörung aus, weil sich erotische Szenen anhäuften, die zwar explizit waren, aber durch ihre explizite Nacktheit und Nahaufnahmen von Geschlechtsorganen nicht schockierten. Andrzej Żuławski brillierte in Szamanka mit Sex, aber er spannte die Saite nicht stärker als Bertolucci in Der letzte Tango. Im Ausland werde Zulawskis Film geschätzt, gelte in Polen aber immer noch als Synonym für Trash und schlechten Geschmack. Zu einer Zeit, als das polnische Kino weitgehend mit Actionkino in Verbindung gebracht worden sei, habe Zulawski ein psychologisches Drama über die Poetik der Körperlichkeit vorgestellt – versunken in tiefen Nihilismus und Verletzung von Tabuthemen. Shaman sei ein wütender Film, dessen Brutalität teilweise an sadomasochistische Grenzen stoße.
Olivier Bitoun bewertete den Film für DVDclassik und war der Meinung, das Drehbuch von Manuela Gretkowska, einer katholischen Schriftstellerin, erinnere mit seiner Geschichte morbider Faszination (hier ein Anthropologe, der von einer Mumie und einer Frau besessen ist) an das von Possession (ein Film, der sicherlich in Frankreich gedreht wurde, aber ursprünglich ein polnisches Projekt war) und dieselbe Vision von Liebe als einer Form des Wahnsinns. Tod und Liebe seien in Zulawskis Kino immer eng miteinander verbunden. Der Film werde getragen von der außergewöhnlichen Leistung der polnischen Schauspielerin Iwona Petry und von der Art und Weise, wie Zulawski die Anwesenheit von Körpern spürbar mache und die sexuellen Wettkämpfe seiner Figuren choreografierte. Die Geschichte gehe zwar unterwegs verloren, dennoch bleibe Chamanka ein obskures Werk, das sowohl faszinieren als auch irritieren könne und dessen Underground-Musik auf fast primitive Weise in uns nachhalle.